# Estratotip

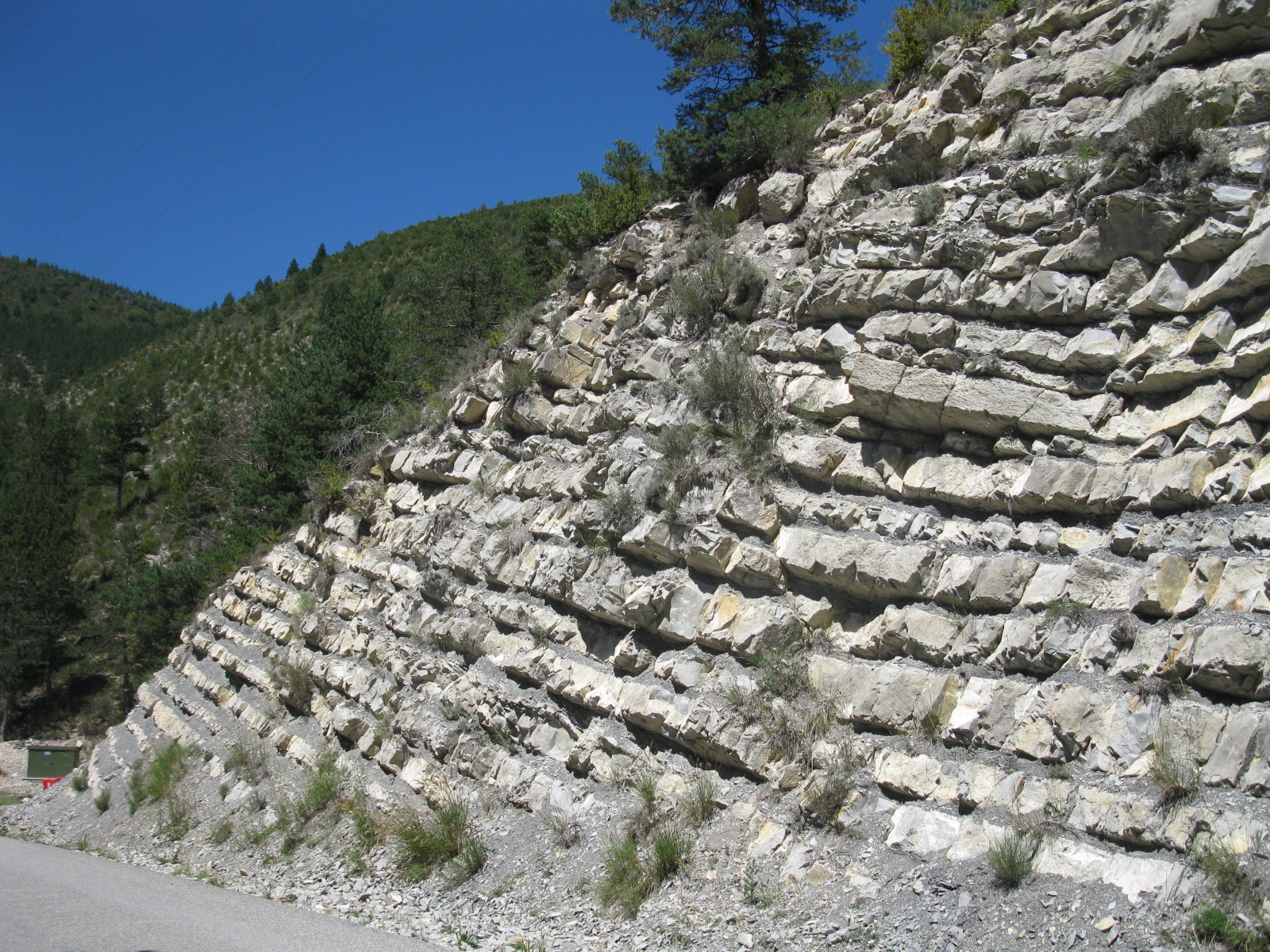
Estratotip del Barremià (Cretaci inferior) a Angles, Alps, Provença

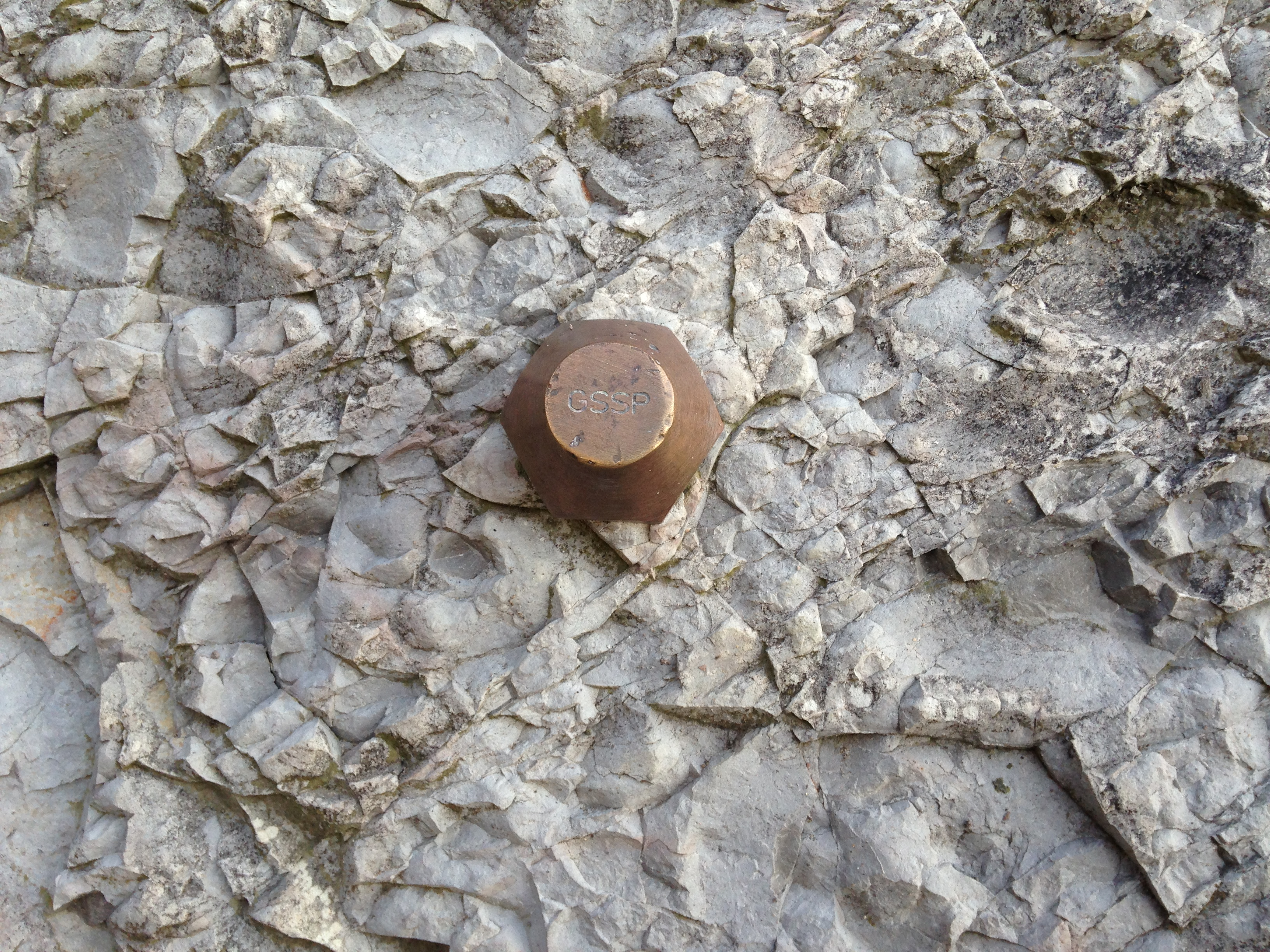
Clau daurat marcant el GSSP de l'estatge Selandià (Paleocè) al tram de Zumaia, País Basc. El clau és en la zona més alta de la Fm de roca calcària d'Aitzgorri, que és idèntica al pla basal de les margues vermelles sobrejacents de la part més baixa de la Fm Itzurun.

Un estratotip, estrat tipus o secció tipus (estratigrafia) és una capa o límit d'estrats (aflorament) que s'estableix com a patró per definir una unitat stratigràfica o un límit estratigràfic i serveix de model estàndard. Els estratotips poden ser d'unitat o de límit. La Guia Estratigràfica de la Comissió Internacional d'Estratigrafia n'estableix la reglamentació i l'acceptabilitat. Les unitats estratigràfiques anomenades s'han de definir o caracteritzar en una localitat concreta on estiguin ben exposades i desenvolupades per tal que hi hagi un estàndard material comú de referència per a la seva identificació.
La seqüència particular d'estrats escollida com a estàndard de referència d'una unitat estratigràfica en capes o estratotip pot ser en un aflorament, en un pou o en una mina i la seva localització és una part essencial de l'establiment d'una unitat estratigràfica formal.

## Estratotip, tipus i localització
Dades bàsiques que estableix la Comissió Internacional d'Estratigrafia per a la designació i anomenament d'un estratotip:
Estratotip
Secció tipus o aflorament designat d'una determinada unitat estratigràfica en capes o d'un límit estratigràfic que serveix com a estàndard o patró de referència.
Tipus
- Estratotip d'unitat. La secció tipus d'una unitat estratigràfica en capes que serveix com a estàndard de referència per a la definició i caracterització de la unitat.
- Estratotip de límit. La seqüència especificada d'estrats que conté el punt concret que defineix un límit entre dues unitats estratigràfiques.
- Estratotip compost. És un estratotip d'unitat format per la combinació de diversos intervals especificats d'estrats combinats per formar un estàndard compost de referència.

Localitat tipus
Localitat tipus és la localitat geogràfica específica on es troba una unitat estratigràfica en capes. El nom també fa referència a la localitat on es va descriure i/o anomenar originalment. En el cas de les unitats compostes per roques ígnies o metamòrfiques no estratificades, la localitat tipus és la localitat geogràfica específica on es va definir originalment la unitat. La localitat on es troba un estratotip és la localitat tipus. Per exemple, l'estratotip de l'Hettangià, un estatge faunístic del Juràssic inferior, són els gresos d'Hettange, situats a la localitat tipus d'Hettange-Grande.
Àrea
Tipus d'àrea o tipus de regió. L'àrea geogràfica o regió que abasta l'estratotip o localitat tipus d'una unitat o límit estratigràfic.
Holo-, para-, neo-, lecto- i hipostratotips
- holostratotip: estratotip original designat per l'autor
- parastratotip: estratotip suplementari designat per l'autor
- lectostratotip: estratotip elegit a posteriori per a una unitat estratogràfica que manca d'holostratotip adequat
- neostratotip: estratotip nou elegit per substituir-ne un altre que hagi estat destruït, hagi quedat cobert o que ja no sigui accessible per qualsevol altre motiu
- hipostratotip: estratotip proposat per estendre el coneixement de la unitat o el límit a altres zones[4]

### Exemples
Estratotip de l'Ilerdià: L'estratotip de l'Ilerdià va ser definit a la zona de Tremp, capital del Pallars Jussà, a Lleida. D'aquí en prové el nom, Ilerda és l'antic nom llatí de Lleida. Biostratigràficament, l'Ilerdià, fou definit per Lukas Hottinger i Hans Schaub (1960) basant-se en la biozonació de macroforaminífers.
Estratotip de límit Aalenienc de Fuentelsaz: En aquest perfil de la branca castellana de la Serralada Ibèrica s'ha definit formalment el Global Stratotype Section and Point (GSSP) que correspon a l'Estratotip de Límit per a l'estatge Aalenienc.
Estratotip Ediacarià d'Enorama Creek: El límit formal per a la base del període Ediacarià es dins del parc nacional de Flinders Ranges. El GSSP es troba a la base del carbonat immediatament per sobre de l'horitzó glacial d'Elatina, i està correlacionat litoestratigràficament amb roques d'altres llocs que s'han datat amb una antiguitat d'aproximadament 635 milions d'anys.

## Els requisits que s'apliquen als estratotips
- Expressió del concepte. Que representi adequadament el concepte i el tipus de material.
- Descripció. La descripció d'un estratotip és tant geogràfica com geològica. La descripció geogràfica inclou un mapa de localització detallat i/o fotografies aèries amb indicació dels mitjans d'accés a la localitat tipus i la distribució de la unitat a la zona. La descripció geològica cal que esmenti les característiques geològiques, paleontològiques, geofísiques i geomòrfiques de la unitat a la secció tipus. La descripció conté dues parts: una part que tracta dels límits i una part que tracta del contingut de la unitat.
- Identificació i marcatge. Un requisit important d'un estratotip és que estigui clarament marcat. Un estratotip límit està marcat en un punt, preferiblement per un senyal o marcador (clau "GSSP golden spike") artificial permanent. Els límits de les unitats s'han de designar clarament, fent referència a les característiques geològiques i geogràfiques permanents a la localitat tipus.
- Accessibilitat i garantia de conservació. Els estratotips han de ser accessibles per al seu estudi, independentment de les circumstàncies polítiques o d'altres. També caldria una garantia raonable de la seva preservació a llarg termini.
- Estratotips subsuperficials. Els estratotips subsuperficials només seran acceptats quan no hi ha seccions superficials adequades i si hi ha mostres i registres subsuperficials adequats.[8]

## Acceptabilittat
La Comissió Internacional d'Estratigrafia de la IUGS és l'òrgan al qual es presenten les propostes per a la designació d'estratotips d'unitats d'aplicació mundial. Els estratotips d'unitats locals requereixen l'aprovació de comissions estratigràfiques locals o nacionals.